# Francesco Pasinetti
Pour les articles homonymes, voir Pasinetti.
Francesco Pasinetti (né le 1er juin 1911 à Venise et mort le 2 avril 1949 à Rome) est un critique, scénariste et réalisateur italien. Il est le frère de l'écrivain Pier Maria Pasinetti.

## Biographie
Initialement universitaire, il présente à l'Université de Padoue une thèse sur l'ésthétique au cinéma, avant de se lancer dans la critique cinématographique en 1931.
On doit à Francesco Pasinetti des ouvrages importants sur l'histoire du cinéma : Filmlexicon, piccola enciclopedia cinematografica et Mezzo secolo di cinema notamment. Il se lance dans la réalisation en 1934, avec des acteurs non professionnels et en décors naturels, ce qui le positionne comme précurseur du néo-réalisme et de la nouvelle Vague. Il a surtout œuvré par la suite en tant que scénariste.
En son hommage, un prix Pasinetti a été décerné plusieurs années à la Mostra de Venise.

## Comme scénariste
- 1937 : L'ultima nemica
- 1937 : I Due misantropi
- 1940 : L'ultima nemica d'Umberto Barbaro
- 1940 : Le Salaire du péché (La peccatrice) d'Amleto Palermi
- 1942 : Via delle Cinque Lune de Luigi Chiarini
- 1942 : Soltanto un bacio
- 1943 : La Danza del fuoco
- 1944 : La locandiera de Luigi Chiarini
- 1945 : La Buona fortuna

## Comme réalisateur
- 1934 : Il Canale degli angeli (film semi-documentaire sur Venise)
- 1947 : Piazza San Marco (doc)
- 1948 : Il Giorno della salute (doc)
- 1949 : Scuola infermiere (doc) (moyen-métrage)
- 1950 : Un Chirurgo opera (doc)